# Bettingen

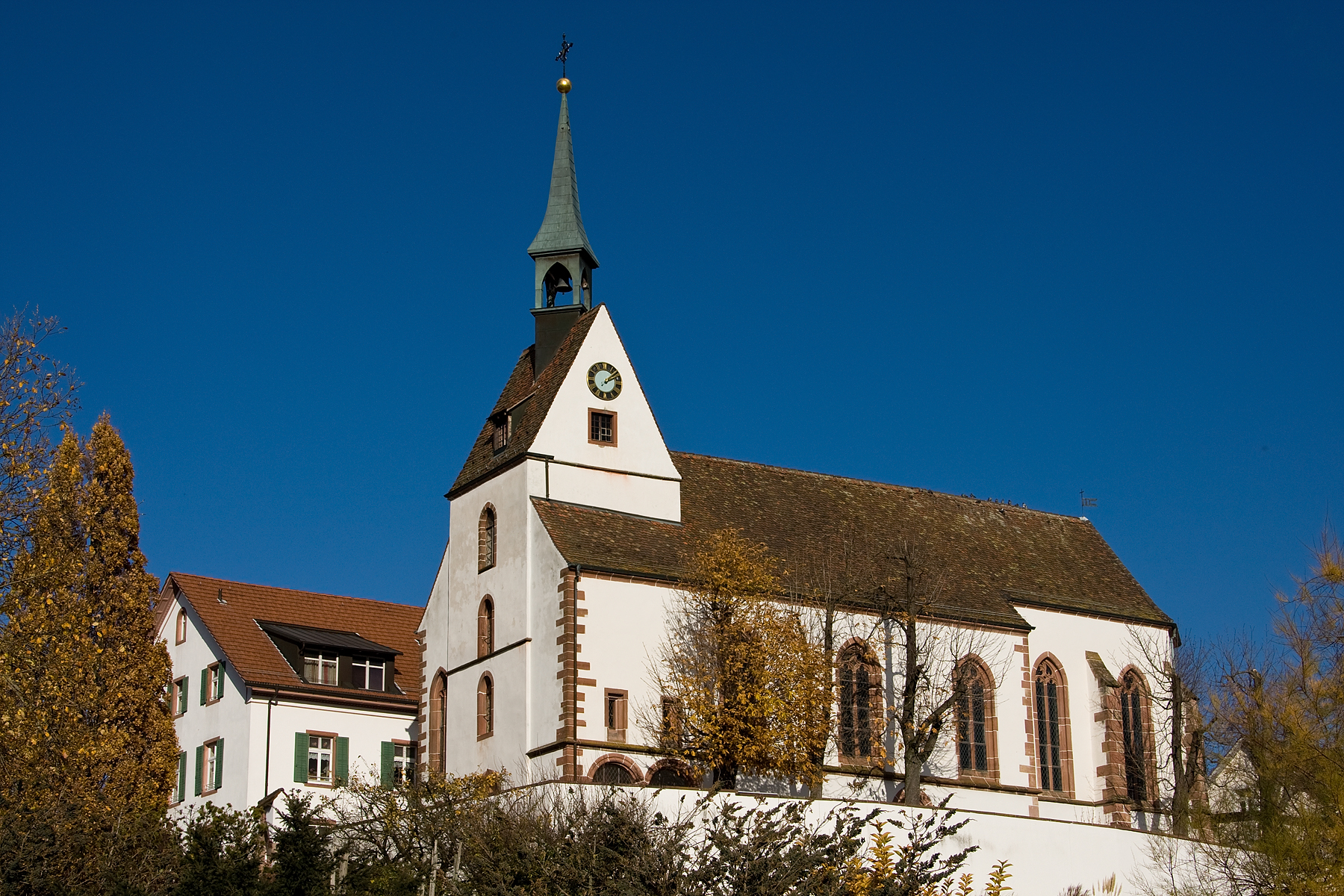
Igreja em Bettingen.

Bettingen (alemão suíço: Bettige) é um município no cantão de Basileia-Cidade, na Suíça.
A primeira menção à cidade de Bettingen foi em 777.

## Geografia
Bettingen tem uma área, em 2009, de 2,23 quilômetros quadrados (0,86 sq mi). Dessa área, 0,76 km2 (0,29 m²) ou 34,1% são utilizados para fins agrícolas, enquanto 1 km2 (0,39 m²) ou 44,8% são florestados. Do resto da terra, 0,42 km2 (0,16 m²) ou 18,8% são assentados (edifícios ou estradas).
Da área construída, moradias e edifícios representaram 14,8% e infraestrutura de transporte, 1,8%. enquanto parques, cinturões verdes e campos esportivos representavam 2,2%. Das terras florestais, 43,5% da área total é fortemente arborizada e 1,3% é coberta por pomares ou pequenos aglomerados de árvores. Das terras agrícolas, 15,2% são usadas para o cultivo e 14,8% são para pastagens, enquanto 4,0% são usadas para pomares ou vinhas.
O município está localizado na aglomeração de Basileia, na margem direita do rio Reno e nas encostas de St. Chrischona.
Bettingen é dividido em dois assentamentos. Dorf Bettingen é um assentamento alemanico, localizado em uma pequena bacia. Chrischonahöhe é o outro assentamento, localizado em torno de um centro de peregrinação de St. Chrischona (estabelecido em 1840) em uma das colinas. Já em 1356, uma igreja foi construída nas alturas, dedicada a São Chrischona. Desde 1925, existem hospitais e casas de repouso na área.
Um marco para Bettingen, a torre de comunicações Swisscom-Sendeturm St. Chrischona está localizada na Chrischonahöhe.

## Economia
A partir de 2010, Bettingen tinha uma taxa de desemprego de 1,9%. Em 2008, havia 10 pessoas empregadas no setor econômico primário e cerca de 2 empresas envolvidas nesse setor. 10 pessoas estavam empregadas no setor secundário e havia 5 empresas nesse setor. 416 pessoas estavam empregadas no setor terciário, com 31 empresas nesse setor.  Havia 581 residentes do município que estavam empregados em alguma capacidade, dos quais as mulheres compunham 44,8% da força de trabalho.
Em 2008, o número total de empregos equivalentes a tempo integral era de 292. O número de empregos no setor primário era de 5, todos na agricultura. O número de empregos no setor secundário foi de 10, dos quais 1 em manufatura e 9 (90,0%) em construção. O número de empregos no setor terciário era de 277. No setor terciário; 13 ou 4,7% estavam no comércio atacadista ou varejista ou na reparação de veículos automotores, 1 na movimentação e armazenagem de mercadorias, 28 ou 10,1% em hotel ou restaurante, 5 ou 1,8% na indústria da informação 8 ou 2,9% eram profissionais técnicos ou cientistas, 7 ou 2,5% estavam na educação e 115 ou 41,5% estavam na área da saúde.
Em 2000, havia 264 trabalhadores que se deslocavam para o município e 366 trabalhadores que se deslocavam. O município é um exportador líquido de trabalhadores, com cerca de 1,4 trabalhadores saindo do município para cada um que entra. Aproximadamente 17,4% da força de trabalho que chega a Bettingen vem de fora da Suíça, enquanto 1,1% dos locais saem da Suíça para trabalhar. Da população trabalhadora, 26,3% usavam transporte público para chegar ao trabalho e 33% usavam carro particular.